# Anechites nerium
Anechites nerium là một loài thực vật có hoa trong họ La bố ma. Loài này được (Aubl.) Urb. mô tả khoa học đầu tiên năm 1919.